# تریسته
تریسته  (به ایتالیایی: Trieste با تلفظ [triˈɛste]) (به اسلونیایی: Trst) نام شهر و بندری در شمال شرقی ایتالیا است.

## جغرافیا
بندر تریست در نزدیکی منتهی‌الیه باریکه‌ای از خشکی در میان دریای آدریاتیک و مرز ایتالیا با اسلوونی (با فاصلهٔ اندکی از شهر در شمال، شرق و جنوب آن) قرار دارد.
تریسته در بالای خلیج تریسته واقع شده‌است.

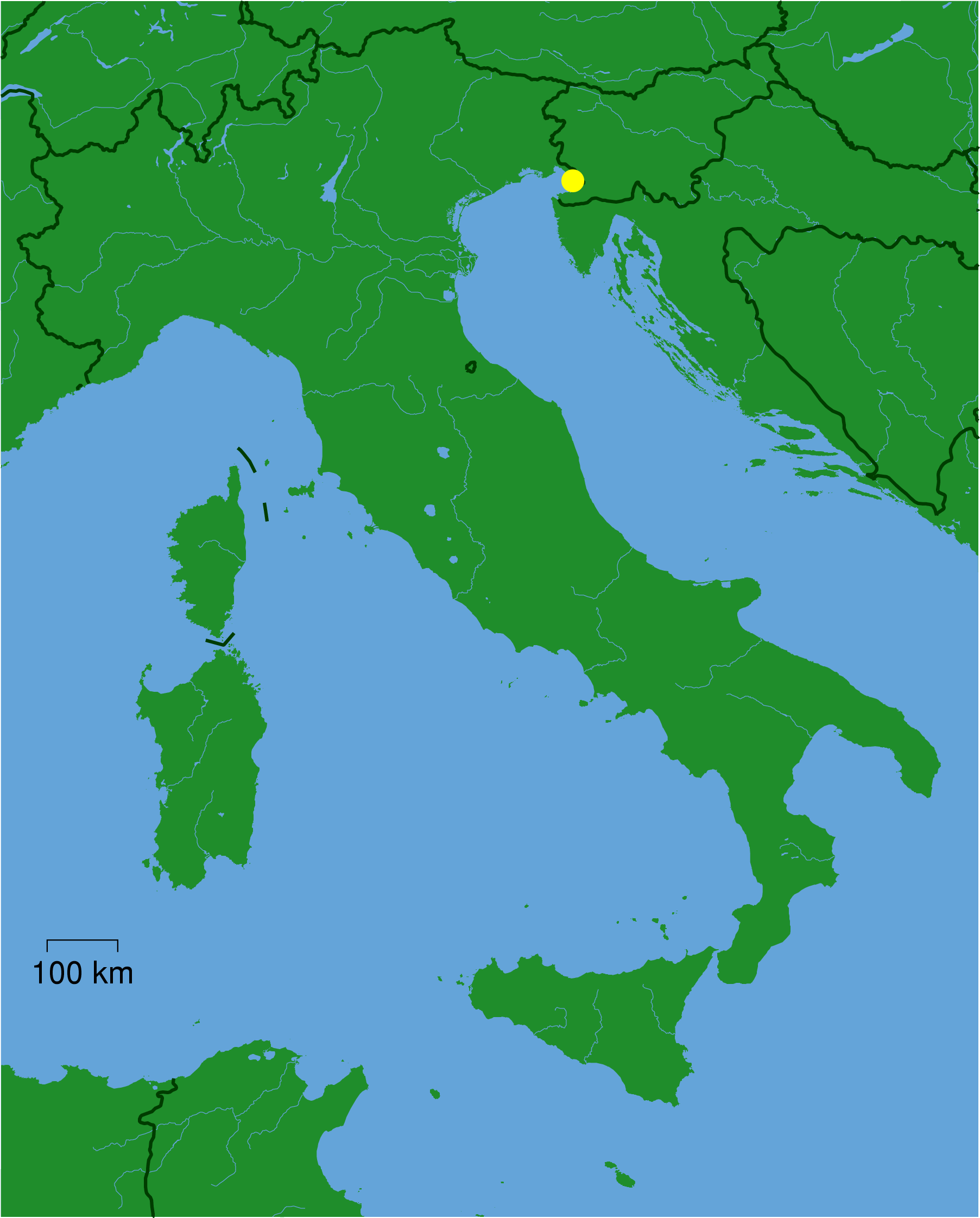
محل قرارگیری تریسته روی نقشه

در طول تاریخ از فرهنگ‌های ژرمنی، لاتینی و اسلاوی تأثیر پذیرفته‌است. جمعیت این شهر که مرکز و پایتخت استان تریسته (تا زمان لغو آن در 1 اکتبر 2017) و هم اکنون مرکز منطقهٔ خودمختار فریولی ونتزیا جولیا می‌باشد در ۲۰۰۹ در حدود ۲۰۵ هزار نفر بوده‌است.

## تاریخچه
تریسته یکی از قدیمی‌ترین بخش‌های امپراتوری هابسبورگ از ۱۳۸۲ تا ۱۹۱۸ بوده و در سدهٔ نوزدهم به‌عنوان یکی از مهمترین بنادر یکی از قدرت‌های بزرگ اروپایی شناخته می‌شده‌. رونق این دریابندر در منطقهٔ مدیترانه سبب شد تا تریسته پس از وین، بوداپست و پراگ به چهارمین شهر بزرگ امپراتوری اتریش-مجارستان تبدیل شود. همچنین این شهر در پایان قرن نوزدهم به یکی از مراکز مهم ادبیات و موسیقی بدل شد.
اما فروپاشی امپراتوری اتریش-مجارستان و اتحاد تریسته با ایتالیا پس از جنگ جهانی اول سبب شد تا این شهر بخشی از اهمیت فرهنگی و اقتصادی خود را از دست بدهد. با این حال تریسته بار دیگر در دههٔ ۱۹۳۰ به شکوفایی اقتصادی رسید اما وقوع جنگ جهانی دوم که به تغییر مرزها انجامید و پس از آن دوران جنگ سرد سبب شد تا این شهر دوباره دستخوش مشکلاتی شود.
امروزه تریسته یکی از ثروتمندترین مناطق ایتالیا به‌شمار می‌رود و بندر آن یکی از مراکز بزرگ کشتیرانی، کشتی‌سازی و خدمات اقتصادی است.

## جمعیت شناسی
در ژانویه ۲۰۲۳ میزان جمعیت زنان در حدود ۱۱۸.۰۵۳ نفر و جمعیت مردان ۱۱۰,۰۲۷ سرشماری شده است.
| سال      | میزان جمعیت |
| -------- | ----------- |
| 2019     | 232.405     |
| 2020     | 231.445     |
| 2021     | 230.689     |
| 2022     | 228.833     |
| Jan-2023 | 228.080     |

## نگارخانه

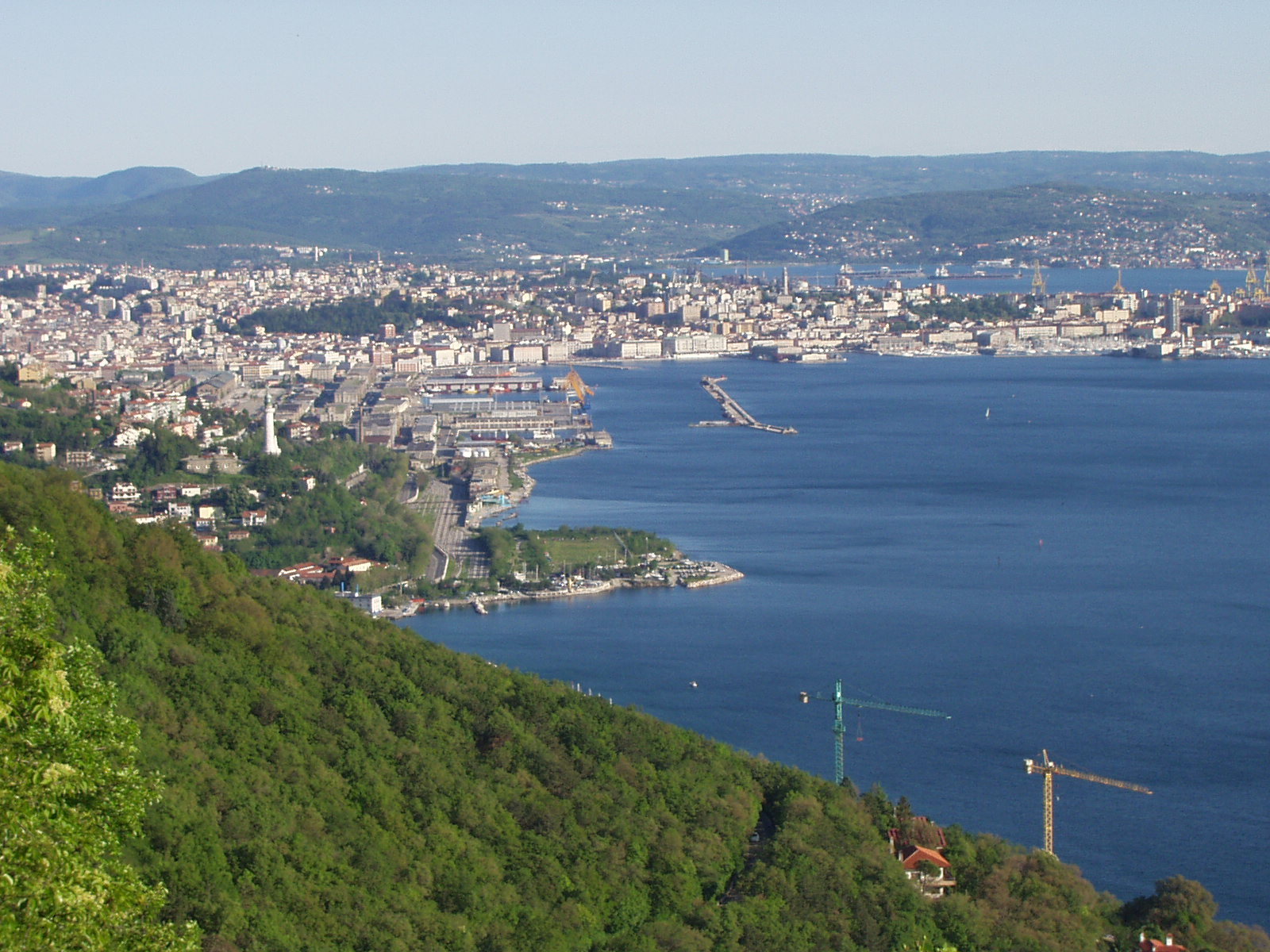
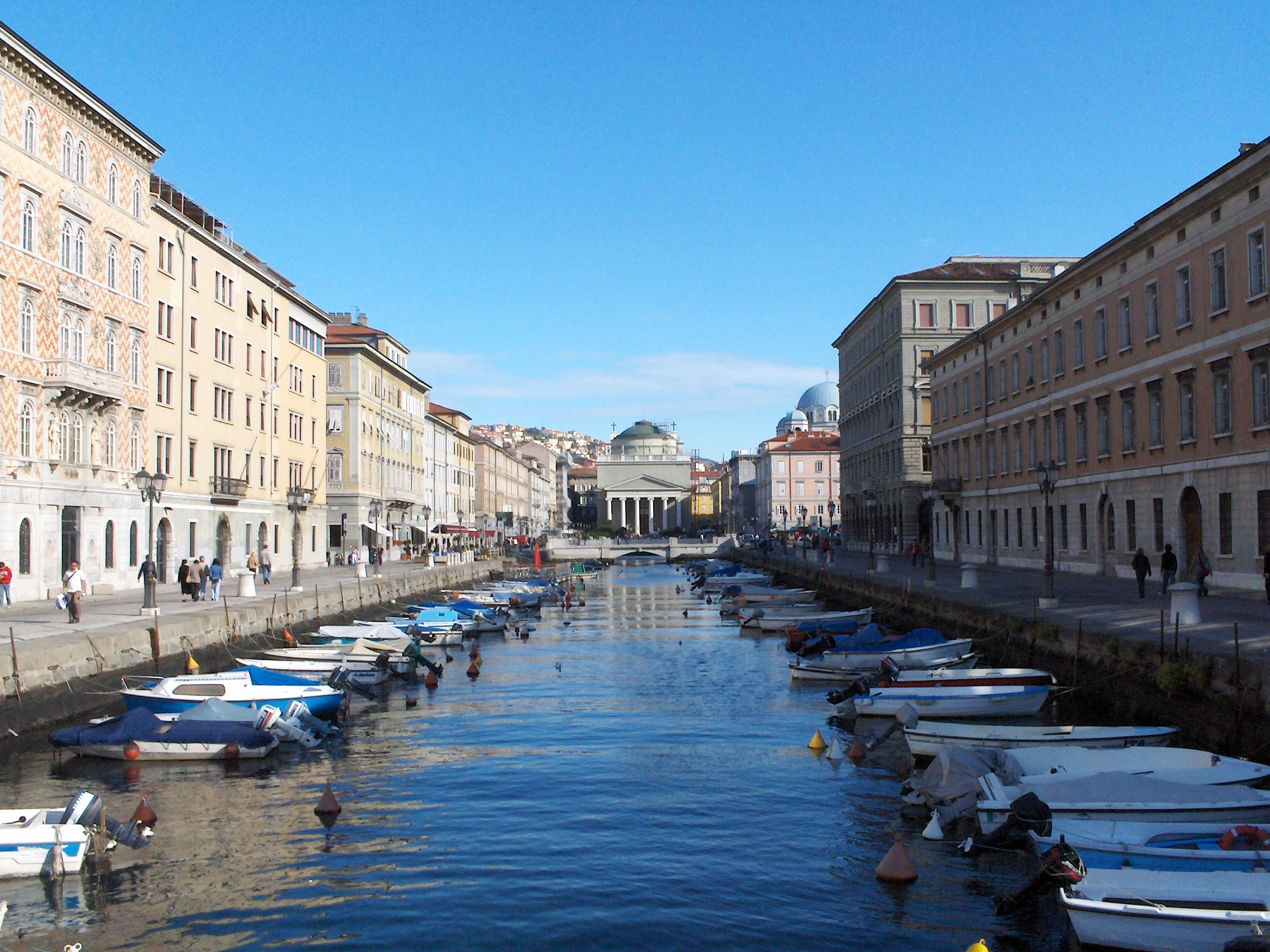
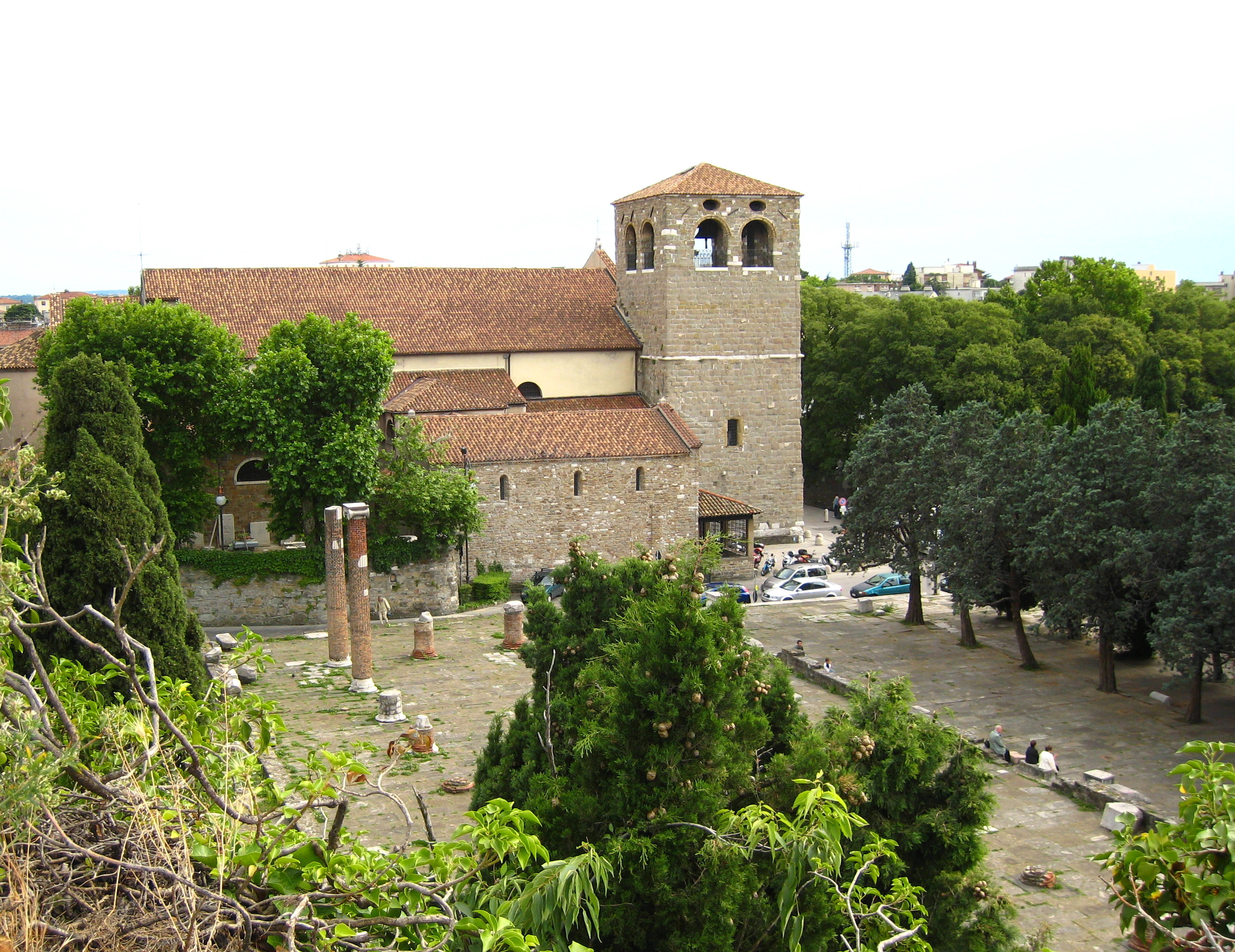
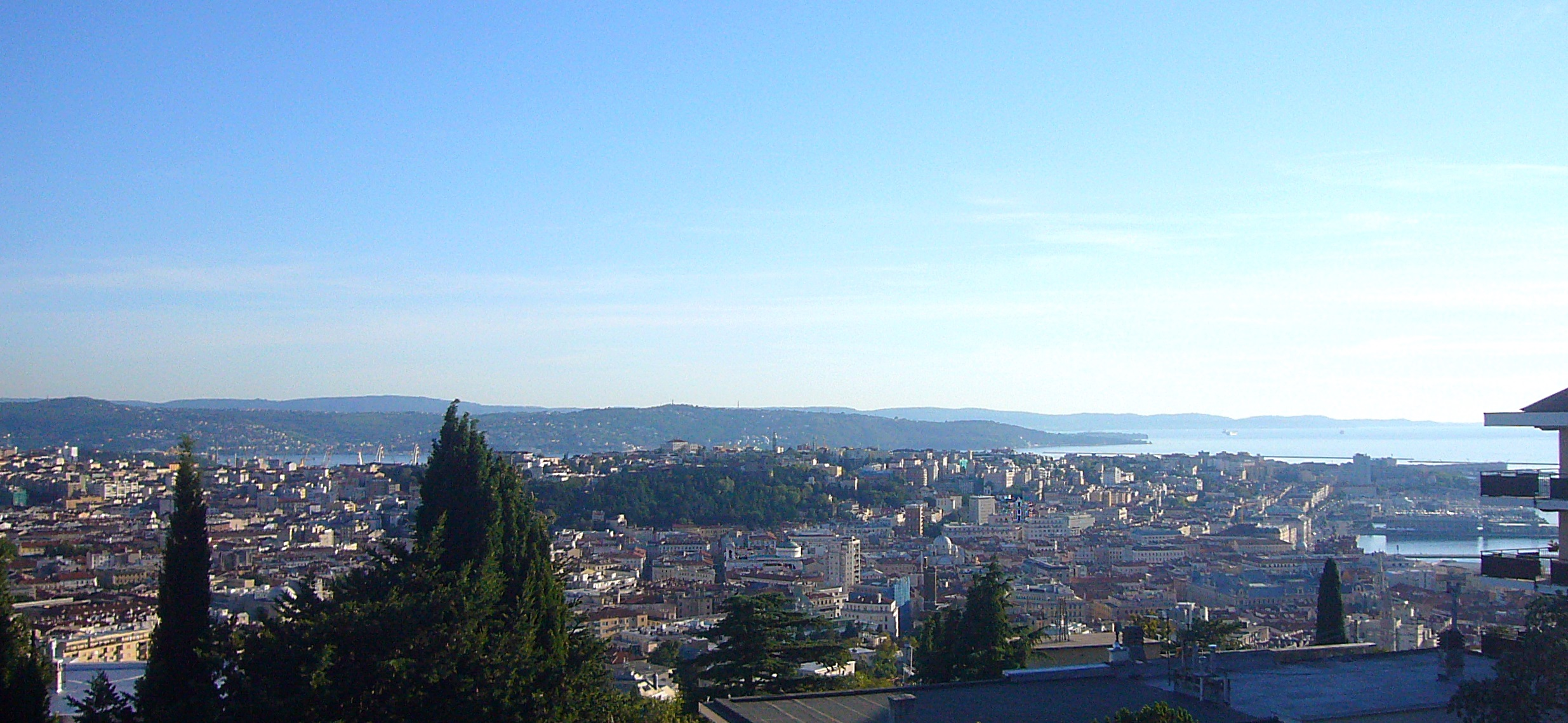